# Pediodectes grandis
Pediodectes grandis är en insektsart som först beskrevs av Rehn, J.A.G. 1904.  Pediodectes grandis ingår i släktet Pediodectes och familjen vårtbitare.

## Underarter
Arten delas in i följande underarter:
- P. g. grandis
- P. g. insignis